# FC Anyang
O Football Club Anyang é um clube de futebol sul-coreano sediado em Anyang. A equipe compete na K-League Challenge. Ele é conhecido como FC Anyang.

## História
O clube foi fundado em 2013, ingressando na K-League.